# Favites
Favites is een geslacht van rifkoralen uit de familie Merulinidae.

## Soorten
- Favites abdita (Ellis & Solander, 1786)
- Favites acuticollis (Ortmann, 1889)
- Favites chinensis (Verrill, 1866)
- Favites colemani (Veron, 2000)
- Favites complanata (Ehrenberg, 1834)
- Favites favosa (Ellis & Solander, 1786)
- Favites flexuosa (Dana, 1846)
- Favites halicora (Ehrenberg, 1834)
- Favites magnistellata (Chevalier, 1971)
- Favites melicerum (Ehrenberg, 1834)
- Favites micropentagonus Veron, 2000
- Favites monticularis Mondal, Raghunathan & Venkataraman, 2013
- Favites paraflexuosus Veron, 2000
- Favites pentagona (Esper, 1795)
- Favites rotundata Veron, Pichon & Wijsman-Best, 1977
- Favites solidocolumellae Latypov, 2006
- Favites spinosa (Klunzinger, 1879)
- Favites stylifera Yabe & Sugiyama, 1937
- Favites valenciennesi (Milne-Edwards & Haime, 1849)
- Favites vasta (Klunzinger, 1879)